# Stanisław Pojasek
Stanisław Pojasek (ur. 28 sierpnia 1898 w Świętym Stanisławie, zm. 26 stycznia 1967 w Biłgoraju) – polski lekarz, wieloletni dyrektor Szpitala Powiatowego w Biłgoraju, oficer rezerwy Wojska Polskiego, żołnierz Armii Krajowej.
Jeden z trzech (obok Zygmunta Klukowskiego ze Szczebrzeszyna i Janusza Petera z Tomaszowa Lubelskiego) zasłużonych lekarzy – kronikarzy wydarzeń okresu okupacji niemieckiej (1939–1944) na Roztoczu.

## Życiorys
Pochodził z wielodzietnej rodziny chłopskiej Franciszka i Marii z Petraszów. Ukończył gimnazjum we Lwowie. W czasie I wojny światowej był żołnierzem armii austro-węgierskiej. W 1915–1918 przebywał w rosyjskiej niewoli. Służył w I Korpusie Wschodnim, dywizji gen. L. Żeligowskiego i Wojsku Polskim (podporucznik rezerwy).
Studia medyczne ukończył w 1928 na Uniwersytecie Jana Kazimierza we Lwowie. Po ukończeniu studiów przez krótki czas pracował w Krynicy, a następnie w Szpitalu Powszechnym w Przemyślu. W 1934 objął funkcję dyrektora Szpitala Powiatowego w Biłgoraju. W tym miejscu pracował do 1966. Doprowadził do znacznego rozwoju placówki: w 1936 dzięki jego staraniom oddano nowy pawilon szpitalny z przeznaczeniem na oddziały internistyczny i zakaźny, w 1945 rozbudowano główny gmach szpitalny, w 1950 oddano nową salę operacyjną, a w 1962 kolejny pawilon oddziału zakaźnego.
Jako oficer Wojska Polskiego był uczestnikiem wojny obronnej w 1939. Dostał się do niewoli sowieckiej, z której zbiegł. W październiku 1939 powrócił do Biłgoraja. W okresie okupacji niemieckiej (1939–1944) utworzył dwie nowe filie biłgorajskiego szpitala (w Tarnogrodzie i we Frampolu). Pełniąc funkcję dyrektora działał w ruchu oporu, zaangażował się m.in. w pracę na rzecz oddziałów partyzanckich. Był żołnierzem Armii Krajowej, posługiwał się pseudonimem Dr Adam. W 1943 przyjął do szpitala rannych z pacyfikacji wsi Sochy. W 1944 współorganizował leśny szpital partyzancki Obwodu AK Biłgoraj, oznaczony później kryptonimem "665".
W 1962 był współorganizatorem Szkoły Pielęgniarskiej (obecnego Medycznego Studium Zawodowego) w Biłgoraju. W 1967 ukończył pisanie pamiętnika, który wydano w 1997 pod tytułem Okupacja, konspiracja, medycyna.

## Ordery i odznaczenia
- Krzyż Kawalerski Orderu Odrodzenia Polski (1966)
- Złoty Krzyż Zasługi z Mieczami (3 maja 1944)[2]
- Złoty Krzyż Zasługi (2 grudnia 1948)[3]
- Srebrny Krzyż Zasługi (17 grudnia 1946)[4]
- Krzyż Partyzancki
- Medal 10-lecia Polski Ludowej (10 lipca 1954)[5]
- Medal Zwycięstwa i Wolności 1945
- Odznaka 1000-lecia Państwa Polskiego
- Odznaka honorowa „Za wzorową pracę w służbie zdrowia”

## Upamiętnienie
Ulica na osiedlu Puszcza Solska w Biłgoraju, przy której znajduje się Szpital Powiatowy, obecnie nosi imię dra Stanisława Pojaska (wcześniej nosiła nazwę Szpitalna). Na terenie szpitalnym rośnie też poświęcony Pojaskowi dąb, przy którym znajduje się pomnik w formie kamiennego głazu z tablicą pamiątkową.